# علاج بالفن

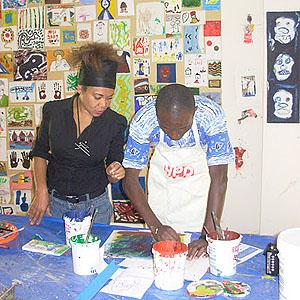
أخصائي علاج طبيعي يراقب مريض نفسي خلال ورشة عمل للعلاج عن طريق الفن في السنغال.

العلاج بالفن تتنوع تعاريفه بشكل كافي في حقلين: الفن والعلاج النفسي. يمكن ان تركز على عملية صنع الفن "كعلاجي" في حد ذاته "الفن كعلاج" أو يمكن ان يكون "الفن في العلاج" (فن العلاج النفسي)". كان منهج العلاج النفسي من اقدم اشكال فن العلاج النفسي. يوظف هذا المنهج عملية النقل بين الاخصائي والعميل الذي يقوم بالفن. يفسر الاخصائي رمزية التعبير عن الذات للعميل كمنقول في الفن ويثير تفسيرات من العميل. لم يعد تحليل النقل عنصرا. يشمل العلاج بالفن الحالي عدد كبير من المناهج الأخرى مثل: تركيز شخص، المعرفي، السلوك، السرد، انظمة العائلة وأكثر من ذلك. تنطوي مبادئ العلاج بالفن على الإنسانية والإبداع والتوفيق بين الصراعات العاطفية وتعزيز الوعي الذاتي ونمو الشخصية.

## التعاريف
تبقي  تعاريف مختلفة لمصطلح «العلاج بالفن» كل مايعكس السرد التاريخي أو الاسس النظرية وأنصارها.
تُعرف الجمعية البريطانية للمعالجة بالفن العلاج بالفن بأنه
هو شكل من اشكال العلاج النفسي الذي يستخدم وسائل الاعلام الفن كوسيلة اساسية للتواصل. ويمارسه كلا من المؤهلون والمسجلون والمعالجون الذين يعملون مع الأطفال والشباب والبالغين وكبار السن. العملاء الذين يمكنهم استخدام العلاج بالفن ربما يكون لديهم مجموعة واسعة من الصعوبات والإعاقات أو التشخيص.
وهذا يشمل على سبيل المثال مشاكل الصحة العاطفية والسلوكية أو النفسية، والتعلم أو الإعاقة الجسدية، وظروف الحد من الحياة وإصابة الدماغ الظروف العصبية والأمراض الجسدية. يمكن تقديم العلاج بالفن للمجموعات أو الافراد اعتمادا على احتياجات العملاء. لا يعتبر نشاط ترفيهي أو درس الفن وعلى الرغم من ذلك فان جلساته ربما تكون ممتعة. لا يحتاج العملاء إلى أي خبرة سابقة أو اطلاع في الفن.
تُعرف جمعية العلاج بالفن الأمريكيةالعلاج بالفن بأنه
هو الاستخدام العلاجي لصناعة الفن في إطار علاقة مهنية من الناس الذين يعانون من المرض والصدمة أو التحديات في المعيشة أو الذين يسعون لتنمية الشخصية. ويمكن للناس زيادة الوعي الذاتي وغيرها من التعامل مع الأعراض والإجهاد والتجارب المؤلمة وتعزيز القدرات المعرفية والتمتع بملذات الحياة من خلال إنتاج الفن والتفكير في المنتجات والعمليات الفنية.
فانه يعتمد على الاعتقاد بان العملية الابداعية المشاركة في التعبير الفني عن الذات لمساعدة الناس على حل الصراعات والمشاكل وتطوير المهارات الشخصية وإدارة السلوك وزيادة الثقة بالنفس والوعي الذاتي، وتحقيق البصيرة. يدمج العلاج بالفن مجالات التنمية البشرية والفنون البصرية (الرسم والتلوين والنحت وغيرها من الاشكال الفنية) والعملية الفنية مع نماذج من الاستشارة والعلاج النفسي.

## التاريخ
على الرغم من أن العلاج بالفن هو الانضباط العلاجي لصغار السن نسبيا، تكمن جذوره في استخدام الفنون في 'العلاج الأخلاقي' للمرضى النفسيين في أواخر القرن 18 وفي إعادة تقييم الفن غير الغربي وفن الفنانين غير المدربين والذين يعانون من الجنون.
بدأ العلاج بالفن كمهنة في منتصف القرن 20، والذي نشأ بشكل مستقل في الدول الناطقة بالإنجليزية والأوروبية.اعترفوا معالجون الفن الاوائل الذين نشروا حسابات عملهم بان تأثير علم الجمال والطب النفسي والتحليل النفسي والتأهيل والتعليم في مرحلة الطفولة المبكرة والتربية الفنية بدرجات متفاوتة على ممارساتهم.
أطلق الفنان البريطاني أدريان هيل مصطلح العلاج بالفن في عام 1942. اكتشف هيل الفوائد العلاجية للرسم والتلوين في فترة نقاهته عندما كان يتعافى من مرض السل في المصحة. كتب أن قيمة الفن تكمن في العلاج «نسخ العقل تماما (وكذلك الأصابع)…لإطلاق الطاقة الإبداعية للمريض» المكبوت دون كثير من الأحيان والتي مكنته «لبناء دفاع قوي ضد مصائبه». اقترح العمل الفني لزملائه المرضى. بدا عمله العلاج بالفن والذي تم توثيقه في عام 1945 في كتابه الفن ضد المرض.
تم تسريح الفنان إدوارد ادامسون بعد الحرب العالمية الثانية وانضم مع أدريان هيل لتمديد عمل هيل للبقاء لفترة طويلة في مستشفيات الأمراض العقلية البريطانية. ويشمل الأنصار الاوائل الاخرين للعلاج بالفن في بريطانيا وهم إ. م. ديليت ومايكل ادواردز وريتا سيمون. الجمعية البريطانية للمعالجين بالفن في عام 1964.
بدأوا رواد الولايات المتحدة مارغريت نامبروغ واديث كرامر ممارسة العلاج بالفن في نفس الوقت تقريبا كما هيل. اكد المثقف نامبروغ بان «العلاج بالفن هو موجه التحليلي النفسي» وانه التعبير الفني الحر و«يصبح شكلا من اشكال التعبير الرمزي الذي…يؤدي إلى زيادة التعبير اللفظي في اثناء العلاج.» اشارت الفنانة اديث كارمر إلى اهمية العميلة الابداعية والدفاعات النفسية والجودة الفنية والكتابة بان يتحقق «التسامي عندما يتم إنشاء النماذج التي تحتوي بنجاح الغضب والقلق أو الالم.» يشمل الأنصار الاوائل الاخرين للعلاج بالفن في الولايات المتحدة هم إلينور أولمان وروبرت "بوب" أولت وجوديث روبين. تأسست جمعية العلاج بالفن الأمريكية في عام 1969.
توجد جمعيات مهنية وطنية للعلاج بالفن في العديد من الدول، بما في ذلك البرازيل وكندا وفنلندا وإسرائيل ولبنان واليابان وهولندا ورومانيا وكوريا الجنوبية والسويد. تساهم الشبكات الدولية لوضع معايير للتعليم والممارسة.
من خلال تاريخ العلاج بالفن نجد أن التعبير الفني وجد منذ وجود الإنسان الأول ورسومات الكهوف تشهد بصحة ذلك الزمان، وإن رسم ذلك الفنان لتلك الأشياء لم تكن في أغلب الأحيان لمجرد المتعة والفخر بإتقان العمل الفنى بل كانت الأهداف أعمق نفسياً.إن رسومات فناني الكهف كانت تهدف إلى علاقات لا شعورية مع موضوعات رسوماتهم، فلقد رسم ذلك الإنسان العجل البرى لينبه بخطره علي المجتمع، جسم أشكال آلهته ليتقرب من الإله يشكو له مشاكله ويطلب منها الحماية من مخاطر الحياة، وعبر التاريخ نجد أن الإنسان حاول ولا يزال يحاول أن يعبر عن نفسه سواء كانت موسيقى، أو فنون تشكيلية أو فنون مسرحية بوجهها وأشكالها المتنوعه والمتطورة عبر الزمان.
توجد وجهات نظر متنوعة حول تاريخ العلاج بالفن، والتي تكمل تلك والتي تركز على إضفاء الطابع المؤسسي على العلاج بالفن كمهنة في بريطانيا والولايات المتحدة.

## العلاج بالفن والفن الخارجي
قد تم نقاش العلاقة بين العلاج بالفن والفن الخارجي على نطاق واسع. أطلق العالم الفرنسي جان دوبوفيت مصطلح 'فن البروت' لوصف إنشاء الفن خارج حدود الثقافة الرسمية. استخدم دوبوفيت مصطلح 'فن البروت' 'Art brut' وهو «نوع من أنواع الفن» للتركيز على الممارسة الفنية لمرضى اللجوء الذين يعانون من الجنون. استخدم الناقد الفني روجر كاردينال الترجمة الإنجليزية للفن الخارجي لأول مرة في عام 1972.
قد انتقد المصطلحين بسبب اثرهم الاجتماعي والشخصي على حد سواء المرضى والفنانين. وقد اتهمت المهنيين العلاج بالفن ليس التشديد بما فيه الكفاية على قيمة فنية ومعنى أعمال الفنان، واعتبارهم فقط من منظور طبي. وهذا ادى إلى الاعتقاد الخاطئ لممارسة الفن الخارجي كله، في حين مناقشة القضايا العلاجية ضمن مجال المناقشة الجمالية.
على العكس تماما تم الحكم سلبا على العلاج الخارجي بسبب وضع العلامات من أعمال الفنانين أي ان المعادلة فنان = عبقري = مجنون. وعلاوة على ذلك، فان القضايا المتعلقة بالأعمال التجارية على مصطلح الفن الخارجي تحمل بعض سوء الفهم.. في حين أن فنان الخارجي هو جزء من نظام الفن المحدد الذي يمكن أن يضيف قيمة موجبة على كل من عمل الفنان بالإضافة إلى تنمية شخصيته، وكما يمكن حبسه داخل حدود النظام نفسه.

## التطبيقات
كمهنة الصحة النفسية، وُظّفَ العلاج بالفن في العديد من المرافق الصحية وغيرها مع مختلف فئات السكان. يمكن العثور على العلاج بالفن في وسط غير سريرية، وكذلك في استوديوهات الفن وورش العمل في تنمية الإبداع. يرتبط ارتباطا وثيقا في الممارسة بالزواج وأسرة المعالجون والمرشدين في مجال الصحة العقلية، تم ترخيص المعالجون بالفن في الولايات المتحدة تحت عناوين مختلفة، اعتمادا على مؤهلاتهم الفردية ونوع التراخيص المتاحة في دولة معينة. قد يحصل المعالجون بالفن على التراخيص كما المعالجون بالفن والمعالجون الفنون الإبداعية والزواج وأسرة المعالجون والمرشدين من مختلف الفئات وعلماء النفس والممارسين ممرضة والأخصائيين الاجتماعيين والعلاج الوظيفي أو معالجين إعادة التأهيل قد تلقى المعالجون بالفن درجات عالية في العلاج بالفن أو في مجال آخر ذو صلة مثل علم النفس في هذه الحالة سيكون لديهم للحصول على شهادة ما بعد الماجستير أو ما بعد الدكتوراه باعتبارها كالمعالج بالفن. يعمل المعالجون بالفن مع السكان من جميع الأعمار ومع طائفة واسعة من الاضطرابات والأمراض. يوفر المعالجون بالفن الخدمات للأطفال والمراهقين والبالغين سواء كأفراد والأزواج والأسر أو المجموعات.
يختار المعالجون بالفن المواد والتدخلات المناسبة لاحتياجات عملائهم ودورات التصميم لتحقيق الأهداف والغايات العلاجية باستخدام تقييهم ومهاراتهم في العلاج النفسي. يستخدمون العملية الإبداعية لمساعدة عملائهم لزيادة بصيرتهم والتعامل مع الإجهاد والعمل من خلال المؤلمة والتجارب وزيادة المعرفية والذاكرة والقدرات العصبية الحسية وتحسين العلاقات الشخصية وتحقيق قدر أكبر من تحقيق الذات. رسم الكثير من المعالجون صورا من الموارد مثل الأرشيف للبحوث في التوراتية الرمزية لدمج الفن والرموز التاريخية في عملهم مع المرضى. اعتمادا على الدولة والمقاطعة أو بلد، فإن مصطلح «المعالج بالفن» قد يكون محفوظ لأولئك الذين هم من المهنيين المدربين في كل من الفن والعلاج وعقد على درجة الماجستير أو درجة الدكتوراه في العلاج عن طريق الفن أو شهادة في العلاج عن طريق الفن ودرجة في مجال آخر ذي صلة التي تم الحصول عليها بعد التخرج. دمج غيرهم من المهنيين مثل مستشارين الصحة العقلية والأخصائيين الاجتماعيين وعلماء النفس ولعب المعالجون بين طرق العلاج بالفن مع طرائق العلاج النفسي الأساسية في علاجهم. يمكن تقييم العناصر في العمل الفني مساعدة المعالجون لفهم كيف مدى العميل في أخذ المعلومات..

### المرضى المصابين بصدمة الأطفال
لم يتم البحث في كفاءة التدخلات لعلاج اضطراب ما بعد الصدمة عند الأطفال على نطاق واسع. ومع ذلك، فقد بحثت ليندا تشابمان زميلة علماء النفس في فعالية العلاج بالفن على المرضى المصابين بصدمة الأطفال. في وقت مبكر من البحث اظهر التحليل أنه لم تكن هناك تخفيضات كبيرة في (اضطراب شديد ما بعد الصدمة) والأعراض بين المرضى ومجموعة التحكم. ومع ذلك تم تخفيف أعراض الاضطراب الشديدة الحادة للأطفال الذين تلقوا تدخل العلاج بالفن.
الاستخدام الآخر الذي أصبح أكثر انتشارا هو المساعدة في شفاء اضطرابات الأكل. هناك عدة أسباب لماذا هذا النوع من العلاج مفيد عند علاج اضطرابات الأكل. أحد الأسباب هو سهولة تواصل قضايا عميقة غير لفظيا. في حالات كثيرة يستخدم الناس تقييد الغذاء كوسيلة للسيطرة وتحويل الانتباه عن مشكلة أعمق من ذلك بكثير في حياتهم. من الصعب جدا التعامل مع هذه القضايا الأعمق في معظم الحالات مع أن استخدام الفن والصور والحركة يمكن أن توفر البصيرة اللازمة. ويعمل هذا النهج من خلال تفسير الأشياء التي جذبت المريض. هناك العديد من الأشياء للبحث عند تفسير العمل الفني. ليس فقط ان تنظر ما هو على الورق والرمزية في ذلك، يحتاج إلى عناية أيضا ويجب ان يدفع ما هو غير موجود والأشياء التي تغفل الناس من العمل يمكن أن يكون غني بالمعلومات فقط.
وضع كل جزء من العمل الفني سيزود البصيرة. كما يسمح العلاج بالفن الفرد للعب دور حيوي في التعافي وكذلك متابعة تقدمهم. والسبب الثالث هو أنه يساعد على بناء علاقة أكثر وعيا وصحية مع جسم الفرد. طريقة واحدة رئيسية للعلاج بالفن يساعد مع هذا من خلال تقنية تسمى تتبع صورة الجسد. تتبع صورة الجسد حيث يقارن المرضى الخطوط العريضة لكيفية إدراك أجسامهم إلى خط صحيح من الجسد. بسبب هذه الأسباب كان العلاج بالفن أداة مفيدة وناجحة جدا في العديد من الأماكن بما في ذلك من والمريض في مرافق معالجة والمستشفيات والمدارس والعيادات الخاصة.

يمكن استخدام العلاج بالفن لمساعدة الأطفال المعرضين للخطر والذي ورد في كتاب ستيلا أ ستيفاني بعنوان «العلاج بالفن مع الطلاب في خطر: تعزيز الصمود والنمو من خلال التعبير عن الذات.» هذه الطبعة الثانية وتشمل المعلومات حول المراهقين وكيفية العلاج بالفن يمكن أن يساعدهم على العمل من خلال قضاياهم بطريقة مختلفة من العلاج المنتظم. في مقال كتبه شيرلي رايلي بعنوان «العلاج بالفن مع المراهقين» تتحدث عن فائدة العلاج بالفن وكيف يفعل العلاج بالفن عن طريق الحديث التقليدي يمكن أن يساعد في الواقع المراهقين ليثقوا بالمعالجين بشكل أكثر ويكونوا أكثر انفتاحا ومعبرة. يناقش المقال أيضا كيف يجده المراهقين أكثر راحة للتعبير عن أنفسهم مع الصور أو الرسومات من التحدث عن مشاعرهم. بعض المراهقين الذين يتصرفون بدافع يمكن أن يقاتلون الاكتئاب ويفضلون إيذاء أنفسهم ويشعرون بالألم الجسدي من ان يشعرون بالألم الداخلي.

## التاريخ
على الرغم من أن العلاج بالفن هو الانضباط العلاجي لصغار السن نسبيا، تكمن جذوره في استخدام الفنون في 'العلاج الأخلاقي' للمرضى النفسيين في أواخر القرن 18  وفي إعادة تقييم الفن غير الغربي وفن الفنانين غير المدربين والذين يعانون من الجنون. [توضيح حاجة].
بدأ العلاج بالفن كمهنة في منتصف القرن 20، والذي نشأ بشكل مستقل في الدول الناطقة بالإنجليزية والدول الأوروبية.
اعترفوا معالجون الفن الاوائل الذين نشروا حسابات عملهم بان تأثير علم الجمال والطب النفسي والتحليل النفسي والتأهيل والتعليم في مرحلة الطفولة المبكرة والتربية الفنية بدرجات متفاوتة على ممارساتهم.
أطلق الفنان البريطاني أدريان هيل مصطلح العلاج بالفن في عام 1942. اكتشف هيل الفوائد العلاجية للرسم والتلوين في فترة نقاهته عندما كان يتعافى من مرض السل في المصحة . كتب أن قيمة الفن تكمن في العلاج «نسخ العقل تماما (وكذلك الأصابع)…لإطلاق الطاقة الإبداعية للمريض المكبوت دون كثير من الأحيان» والتي مكنته «لبناء دفاع قوي ضد مصائبه». اقترح العمل الفني لزملائه المرضى. بدا عمله العلاج بالفن والذي تم توثيقه في عام 1945 في كتابه الفن ضد المرض.
تم تسريح الفنان إدوارد ادامسون بعد الحرب العالمية الثانية وانضم مع أدريان هيل لتمديد عمل هيل للبقاء لفترة طويلة في مستشفيات الأمراض العقلية البريطانية.ويشمل الأنصار الاوائل الاخرين للعلاج بالفن في بريطانيا وهم إ. م. ديليت ومايكل ادواردز وريتا سيمون. تأسست [الجمعية البريطانية للمعالجين بالفن] في عام 1964.

## العلاج بالفن والفن الخارجي
قد تم نقاش العلاقة بين العلاج بالفن والفن الخارجي على نطاق واسع.أطلق العالم الفرنسي جان دوبوفيت مصطلح 'فن البروت' لوصف إنشاء الفن خارج حدود الثقافة الرسمية. استخدم دوبوفيت مصطلح 'فن البروت' 'Art brut' وهو «نوع من أنواع الفن» للتركيز على الممارسة الفنية لمرضى اللجوء الذين يعانون من الجنون. استخدم الناقد الفني روجر كاردينال الترجمة الإنجليزية للفن الخارجي لأول مرة في عام 1972. وقد انتقد المصطلحين بسبب اثرهم الاجتماعي والشخصي على حد سواء المرضى والفنانين. وقد اتهمت المهنيين العلاج بالفن ليس التشديد بما فيه الكفاية على قيمة فنية ومعنى أعمال الفنان، واعتبارهم فقط من منظور طبي. وهذا ادى إلى الاعتقاد الخاطئ لممارسة الفن الخارجي كله، في حين مناقشة القضايا العلاجية ضمن مجال المناقشة الجمالية. على العكس تماما تم الحكم سلبا على العلاج الخارجي بسبب وضع العلامات من أعمال الفنانين أي ان المعادلة فنان = عبقري = مجنون. وعلاوة على ذلك، فان القضايا المتعلقة بالأعمال التجارية على مصطلح الفن الخارجي تحمل بعض سوء الفهم. في حين أن فنان الخارجي هو جزء من نظام الفن المحدد، الذي يمكن أن يضيف قيمة موجبة على كل من عمل الفنان بالإضافة إلى تنمية شخصيته، وكما يمكن حبسه داخل حدود النظام نفسه.

## مقالات ذات صلة
- علم نفس الفيلم